# بیرلیک (استان آتیرائو)
بیرلیک (قزاقی: Бірлік) یک منطقه مسکونی در قزاقستان است که در استان آتیرائو واقع شده است.